# Justin Diehl
Justin Diehl (Köln, 27 november 2004) is een Duitse voetballer met Ghanese roots die doorgaans als linksbuiten speelt. In 2023 maakte hij bij 1. FC Köln in de Duitse Bundesliga zijn debuut in het betaalde voetbal. Hij maakte in 2024 de overstap van de Keulense club naar VfB Stuttgart. 

## Clubloopbaan

### Jeugd
Diehl begon op 3-jarige leeftijd met voetballen bij Vorwärts Spoho 98 om vervolgens te gaan spelen bij FC Junkersdorf. Op zijn achtste maakte hij de overstap naar de jeugdacademie van 1. FC Köln. Hij doorliep alle elftallen in de onderbouw waarbij hij als C-junior op 26 oktober 2019 zijn debuut maakte in de onder-17 tijdens de uitwedstrijd tegen de leeftijdsgenoten van VfL Bochum. In het met 0-3 gewonnen duel maakte hij de in de 60e minuut het derde doelpunt. Hij bleef de rest van het seizoen 2019/20 onderdeel van deze leeftijdscategorie waarbij hij nog acht doelpunten aan zijn totaal wist toe te voegen. In de zomer van 2020 tekende Diehl een contract tot 2023. Wegens de maatregelen tegen COVID-19 en een aantal kleine blessures kwam hij in het seizoen 2020/21 maar twee wedstrijden in actie. Hiervan was een zijn debuut bij de onder-19 tijdens de thuiswedstrijd tegen Bayer Leverkusen -19. In het seizoen 2021/22 maakte hij zijn eerste speelminuten in de UEFA Youth League. In de eerste ronde kwam hij in de heenwedstrijd tegen KRC Genk in de 60e minuut in de ploeg voor Philipp Wydra. In zijn derde seizoen (2022/23) bij deze leeftijdscategorie won Köln mede door zijn inbreng de Duitse beker. Op weg naar de finale maakte hij vijf doelpunten en gaf hij drie assists waaruit gescoord werd. In de met 3-4 na verlenging gewonnen eindstrijd tegen Schalke 04 -19 speelde hij 90 minuten mee. Na dit seizoen maakte hij de overstap naar de senioren.

### 1. FC Köln
Op 21 januari 2023 maakte hij als A-junior zijn debuut in het betaalde voetbal tijdens een thuiswedstrijd in de Bundesliga tegen Werder Bremen. In het met 7-1 gewonnen duel bracht hoofdcoach Steffen Baumgart hem in de 81e minuut voor Linton Maina. Hij kwam tijdens de thuiswedstrijd tegen VfL Wolfsburg voor een tweede en laatste maal in het seizoen (2022/23) kort in actie. Diehl wilde zijn contract niet verlengen waardoor hij bij de start van het seizoen 2023/24 werd teruggezet naar het tweede elftal. Daar maakte hij in de uitwedstrijd tegen stadsgenoot Fortuna Köln zijn eerste doelpunt bij de senioren. In het met 5-1 verloren uitduel in de Regionalliga West maakte hij in de 69e minuut uit een vrije schop de 3-1. Hij voegde daar tot de winterstop elf doelpunten aan toe. Doordat Köln vanuit de CAS een transferverbod kreeg opgelegd werd hij in de winterstop werd overgeheveld naar het eerste elftal. Daar kreeg hij te maken met Timo Schultz als nieuwe trainer omdat Baumgart wegens teleurstellende resultaten ontslagen was. Vanwege een spierscheuring kwam hij in de tweede competitiehelft maar 164 minuten in actie. Hij kon daardoor niet voorkomen dat Köln degradeerde naar de 2. Bundesliga mede omdat hij tijdens de laatste competitieronde tegen 1. FC Heidenheim 1846 disciplinair geschorst werd door trainer Schultz.  Diehl bleef op het hoogste niveau spelen omdat hij transfervrij naar VfB Stuttgart vertrok.

### VfB Stuttgart
Diehl tekende in de zomer van 2024 een vierjarig contract bij VfB Stuttgart. Op 17 augustus maakte hij zijn eerste speelminuten tijdens de wedstrijd voor de Duitse supercup tegen Bayer Leverkusen. Trainer Sebastian Hoeneß bracht hem in de na strafschoppen verloren finale in de BayArena in de 77e minuut in de ploeg voor Chris Führich. Een week later maakte hij op 24 augustus zijn competitiedebuut tijdens de uitwedstrijd tegen SC Freiburg. Dit keer kwam hij in de 65e minuut in de ploeg voor Atakan Karazor. Diehl werd dit seizoen niet ingeschreven voor de Champions League. Wegens een op 15 september in het tweede elftal opgelopen schouderblessure ontbrak hij een aantal weken. Hij maakte op 10 november in de thuiswedstrijd tegen Eintracht Frankfurt zijn comeback. In de daaropvolgende competitieronde maakte hij op 23 november zijn eerste doelpunt voor Die Schwaben. In het met 0-2 gewonnen uitduel tegen VfL Bochum maakte hij na een assist van Fabian Rieder het tweede Stuttgarter doelpunt. Hij belandde in december voor de tweede keer in de lappenmand. Dit keer was een hamstringblessure de oorzaak. In februari maakte hij in de thuiswedstrijd tegen VfL Wolfsburg weer zijn eerste speelminuten. Hij kwam in de 70e minuut in de ploeg voor Jamie Leweling.

## Clubstatistieken
| Seizoen                      | Club            | Competitie        | Competitie | Competitie | Beker | Beker | Internationaal | Internationaal | Overig | Overig | Totaal | Totaal |
| Seizoen                      | Club            | Competitie        | Wed.       | Dlp.       | Wed.  | Dlp.  | Wed.           | Dlp.           | Wed.   | Dlp.   | Wed.   | Dlp.   |
| ---------------------------- | --------------- | ----------------- | ---------- | ---------- | ----- | ----- | -------------- | -------------- | ------ | ------ | ------ | ------ |
| 2022/23                      | 1. FC Köln      | Bundesliga        | 2          | 0          | –     | –     | –              | –              | –      | –      | 2      | 0      |
| 2023/24                      | FC Köln II      | Regionalliga West | 19         | 12         | –     | –     | –              | –              | 7      | 0      | 26     | 12     |
| 2024/25                      | VfB Stuttgart   | Bundesliga        | 6          | 1          | 2     | 0     | –              | –              | 6      | 0      | 14     | 1      |
| Carrière totaal              | Carrière totaal | Carrière totaal   | 27         | 13         | 2     | 0     | –              | –              | 13 *   | 0      | 42     | 13     |
| Bijgewerkt tot 23 maart 2025 |                 |                   |            |            |       |       |                |                |        |        |        |        |

* In het seizoen 2022/23 kwam Diehl als A-junior twee maal in actie bij het eerste elftal. Een seizoen (2023/24) later kwam hij naast zijn wedstrijden in het tweede eveneens zeven keer in het veld bij het eerste elftal van 1 FC Köln. In zijn eerste seizoen (2024/25) bij VfB Stuttgart was hij vijf keer onderdeel van het tweede elftal en speelde hij een wedstrijd mee in de Duitse Supercup.

## Interlandloopbaan
Diehl kwam uit voor diverse Duitse jeugdelftallen waarmee hij nooit actief was op een eindronde. Hij speelde 21 jeugdinterlands waarin hij vier wist te scoren. Hij speelde in deze wedstrijden samen met onder andere Nicolò Tresoldi, Tom Rothe, Tom Sanne en Keke Topp.

### Duitse jeugdelftallen
Op 15 november 2019 maakte hij onder bondscoach Michael Prus zijn basisdebuut in Duitsland –16 tijdens de oefeninterland tegen de leeftijdsgenoten uit Tsjechië. Op 8 februari 2020 maakte hij zijn eerste interlanddoelpunt in de vriendschappelijke wedstrijd tegen Columbia –16. In het met 1-4 gewonnen duel maakte hij in de 24e minuut de 1-3. Met Duitsland –19 speelde hij zes kwalificatiewedstrijden richting het Europees kampioenschap voetbal 2023 in Malta. Hij strandde met Duitsland in de voorronde waarin Italië te sterk was. 
| Jeugdinterlands van Justin Diehl voor Duitsland () | Jeugdinterlands van Justin Diehl voor Duitsland () | Jeugdinterlands van Justin Diehl voor Duitsland () | Jeugdinterlands van Justin Diehl voor Duitsland () | Jeugdinterlands van Justin Diehl voor Duitsland () | Jeugdinterlands van Justin Diehl voor Duitsland () |
| №                                                  | Datum                                              | Wedstrijd                                          | Uitslag                                            | Soort Wedstrijd                                    | Doelpunten                                         |
| Als speler bij Duitsland –16                       | Als speler bij Duitsland –16                       | Als speler bij Duitsland –16                       | Als speler bij Duitsland –16                       | Als speler bij Duitsland –16                       | Als speler bij Duitsland –16                       |
| -------------------------------------------------- | -------------------------------------------------- | -------------------------------------------------- | -------------------------------------------------- | -------------------------------------------------- | -------------------------------------------------- |
| 1.                                                 | 15 november 2019                                   | Duitsland – Tsjechië                               | 0 – 1                                              | Vriendschappelijk                                  |                                                    |
| 2.                                                 | 18 november 2019                                   | Duitsland – Tsjechië                               | 3 – 0                                              | Vriendschappelijk                                  |                                                    |
| 3.                                                 | 6 februari 2020                                    | Nederland – Duitsland                              | 2 – 0                                              | Vriendschappelijk                                  |                                                    |
| 4.                                                 | 8 februari 2020                                    | Columbia – Duitsland                               | 1 – 4                                              | Vriendschappelijk                                  | Goal                                               |
| 5.                                                 | 11 februari 2020                                   | Portugal – Duitsland                               | 3 – 2                                              | Vriendschappelijk                                  |                                                    |
| Als speler bij Duitsland –18                       |                                                    |                                                    |                                                    |                                                    |                                                    |
| 1.                                                 | 1 september 2021                                   | Duitsland – Slowakije                              | 2 – 0                                              | Vriendschappelijk                                  | Goal                                               |
| 2.                                                 | 3 september 2021                                   | Duitsland – Oostenrijk                             | 3 – 1                                              | Vriendschappelijk                                  |                                                    |
| 3.                                                 | 5 september 2021                                   | Duitsland – Tsjechië                               | 3 – 2                                              | Vriendschappelijk                                  | Goal                                               |
| Als speler bij Duitsland –19                       |                                                    |                                                    |                                                    |                                                    |                                                    |
| 1.                                                 | 21 september 2022                                  | Duitsland – Armenië                                | 5 – 0                                              | EK-kwalificatie 2023                               |                                                    |
| 2.                                                 | 24 september 2022                                  | Duitsland – Wit-Rusland                            | 5 – 1                                              | EK-kwalificatie 2023                               |                                                    |
| 3.                                                 | 27 september 2022                                  | Slowakije – Duitsland                              | 0 – 1                                              | EK-kwalificatie 2023                               |                                                    |
| 4.                                                 | 27 september 2022                                  | Duitsland – Spanje                                 | 0 – 1                                              | Vriendschappelijk                                  |                                                    |
| 5.                                                 | 22 maart 2023                                      | Duitsland – Italië                                 | 2 – 3                                              | EK-kwalificatie 2023                               |                                                    |
| 6.                                                 | 25 maart 2023                                      | Duitsland – België                                 | 1 – 1                                              | EK-kwalificatie 2023                               |                                                    |
| 7.                                                 | 28 maart 2023                                      | Slovenië – Duitsland                               | 0 – 3                                              | EK-kwalificatie 2023                               | Goal                                               |
| Als speler bij Duitsland –20                       |                                                    |                                                    |                                                    |                                                    |                                                    |
| 1.                                                 | 7 september 2023                                   | Duitsland – Italië                                 | 1 – 1                                              | Vriendschappelijk                                  |                                                    |
| 2.                                                 | 11 september 2023                                  | Polen – Duitsland                                  | 1 – 1                                              | Vriendschappelijk                                  |                                                    |
| 3.                                                 | 13 oktober 2023                                    | Portugal – Duitsland                               | 1 – 2                                              | Vriendschappelijk                                  |                                                    |
| 4.                                                 | 16 oktober 2023                                    | Duitsland – Tsjechië                               | 4 – 2                                              | Vriendschappelijk                                  |                                                    |
| 5.                                                 | 5 september 2024                                   | Roemenië – Duitsland                               | 2 – 3                                              | Vriendschappelijk                                  |                                                    |
| 6.                                                 | 10 september 2024                                  | Italië – Duitsland                                 | 0 – 3                                              | Vriendschappelijk                                  |                                                    |
| 7.                                                 | 21 maart 2025                                      | Tsjechië – Duitsland                               | 0 – 1                                              | Vriendschappelijk                                  | Goal                                               |
| Bijgewerkt tot 22 maart 2025                       |                                                    |                                                    |                                                    |                                                    |                                                    |

## Persoonlijk
De ouders van Diehl komen uit Ghana maar hij is zelf in Duitsland geboren.